# Too fat to fight

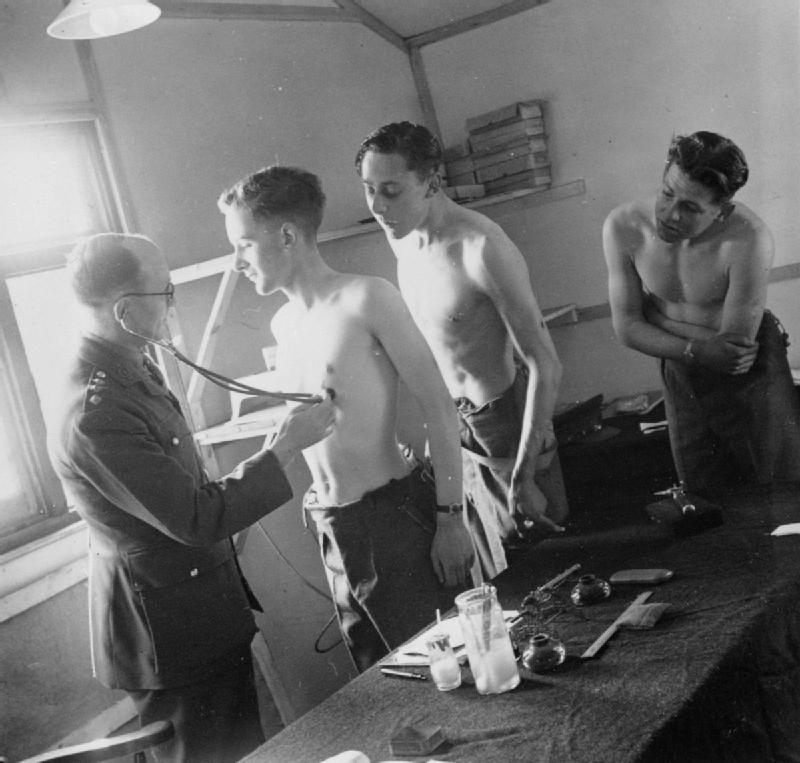
Inspection médicale de recrues britanniques (1939).

Too fat to fight (« trop gros pour combattre ») désigne le problème que constitue la surcharge pondérale (surpoids ou obésité) quand elle compromet le recrutement militaire, l'accomplissement des missions dévolues aux soldats, leur entraînement, et de façon générale leur condition physique. Le phénomène, qui concerne notamment les puissances militaires occidentales, est considéré comme une préoccupation inquiétant d'une façon ou d'une autre la sécurité militaire dans les pays les plus touchés.

## Définitions
L'indice de masse corporelle ou IMC est un indicateur basé sur un rapport entre la taille et la masse.
| IMC (kg/m2)   | Interprétation             | Masse d'un homme mesurant 1,74 m |
| ------------- | -------------------------- | -------------------------------- |
| moins de 16,5 | dénutrition ou famine      | < 51 kg                          |
| 16,5 à 18,5   | maigreur                   | 51 kg - 57 kg                    |
| 18,5 à 25     | corpulence normale         | 57 kg - 78 kg                    |
| 25 à 30       | surpoids                   | 78 kg - 93 kg                    |
| 30 à 35       | obésité modérée            | 93 kg - 108 kg                   |
| 35 à 40       | obésité sévère             | 108 kg à 120 kg                  |
| plus de 40    | obésité morbide ou massive | > 120 kg                         |

## Situation par pays

### Allemagne
Un rapport de Reinhold Robbe (de), commissaire parlementaire aux forces armées, remis au Bundestag en mars 2008 relève que 40 % des 3 600 soldats engagés en Afghanistan sont en surpoids (pour 35 % dans une population civile comparable), que 8,5 % sont obèses (contre 7,1 % dans une population civile) et qu'un cinquième ne fait jamais de sport. Il observe que « clairement, les soldats sont trop gros, s'entraînent trop peu et ne font pas assez attention à ce qu'ils mangent » et que cette situation est un « problème de sécurité ». Le budget annuel de « seulement environ 26 millions d'euros » affecté aux activités sportives n'apporte « aucun résultat » sur la condition physique des soldats allemands.

### Arabie saoudite
Une étude réalisée en 2005 montre que 82 % des soldats (hors officiers) sont en surpoids ou obèses. Huit ans plus tard, en 2013, une autre étude montre que sur l'ensemble de la population militaire saoudienne (officiers compris), 40,9 % sont en surpoids, 21,5 % sont obèses et 7,5 % en état d'obésité morbide soit 69,9 % de l'ensemble des militaires. Les officiers ont un IMC inférieur à la moyenne.

### Chine
En 2011 l'Armée populaire de libération relève le seuil de tolérance au surpoids de 20 % à 25 % par rapport au « poids normal » (calculé en fonction de la taille) pour les engagés afin d'attirer du personnel plus qualifié.

### États-Unis

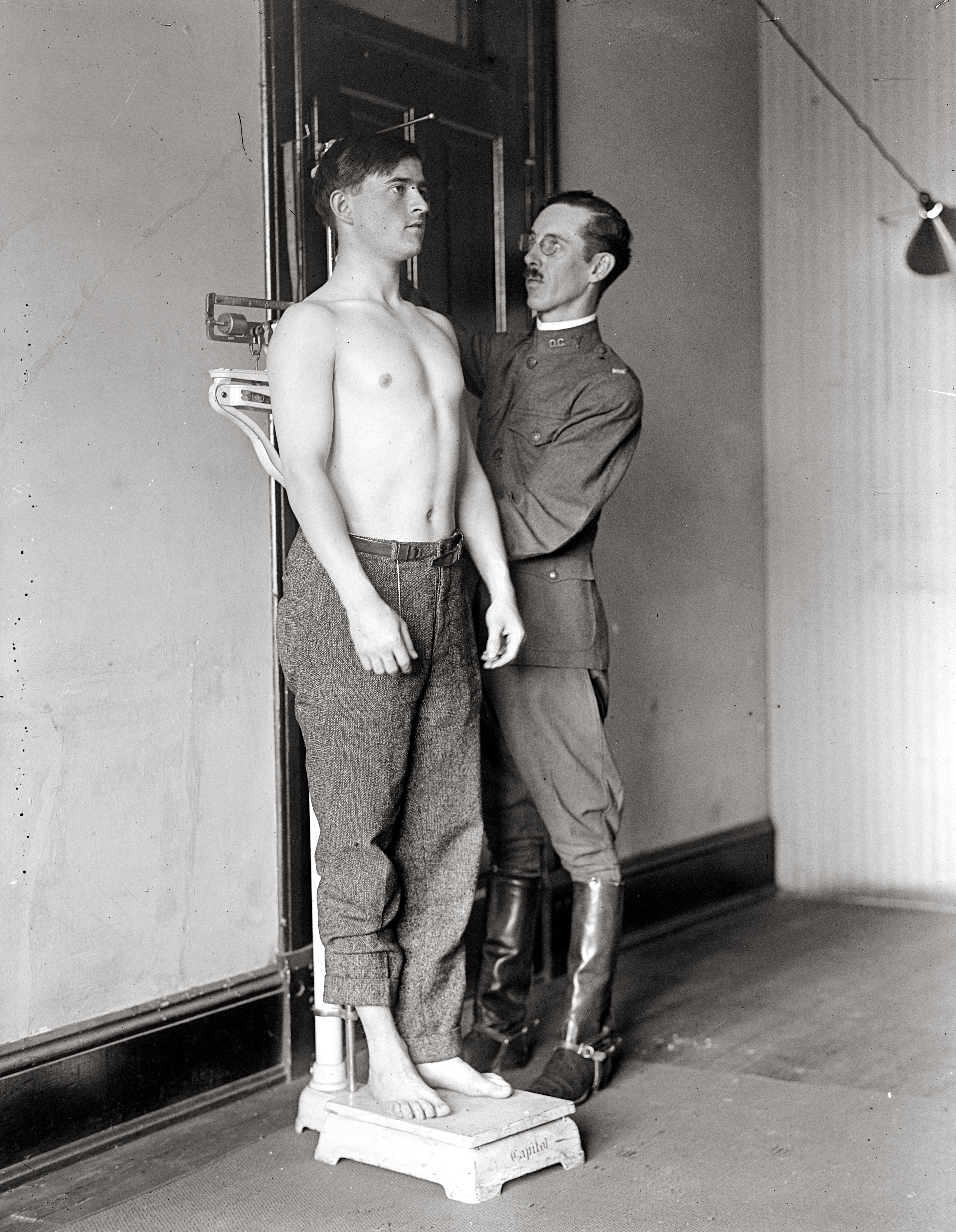
Pesée d'une recrue américaine (1917).

En 2010, un groupe de chefs militaires à la retraite déclare que 27 % des jeunes adultes (17 à 24 ans) n'ont pas les conditions physiques requises pour leur recrutement, et que 12 000 jeunes par an sont exclus pour cette raison, créant une menace potentielle pour la sécurité nationale.
En 2015, le major général Batschelet déclare que l'« obésité est en train de devenir un problème de sécurité nationale. » Selon lui, sur les 195 000 personnes qui se sont présentées au recrutement, 10 % ont été exclus pour leur surpoids, et peuvent représenter 50 % des exclus en 2020 (70 % des adolescents et des jeunes adultes américains sont obèses). Au-delà du manque d'activité physique et d'une alimentation déséquilibrée, l'acceptation des gros est devenue un facteur important. D'après les Centres pour le contrôle et la prévention des maladies, 81 % des garçons et 71 % des filles en surcharge pondérale croient avoir un poids normal.

### France
L'aptitude physique et intellectuelle des soldats est évaluée (lors de leur première visite médicale et tout au long de leur carrière) par une grille d'évaluation, le SIGYCOP. Les scores obtenus conditionnent les missions et les affectations des militaires. Une surcharge pondérale modérée entraîne un score de 2 ; une obésité (selon la présentation clinique et les complications) un score de 3 à 5 ; une obésité morbide, un score de 5, pour le profil G (état général). Les fonctions de pilote et servant d'engin lourd, moyen et léger de combat sont contre-indiquées en cas de constatation d'obésité. Un score maximum de 2 pour le G est exigé pour les officiers et sous-officiers sous les armes, un score maximum de 3 pour les officiers spécialistes, les volontaires, les engagés volontaires et les spécialistes de la réserve opérationnelle. Pour les troupes de montagne et les spécialités subaquatiques (certificat d'aptitude technique 2), un G de 1 et un IMC de moins de 25 sont demandés.

### Royaume-Uni

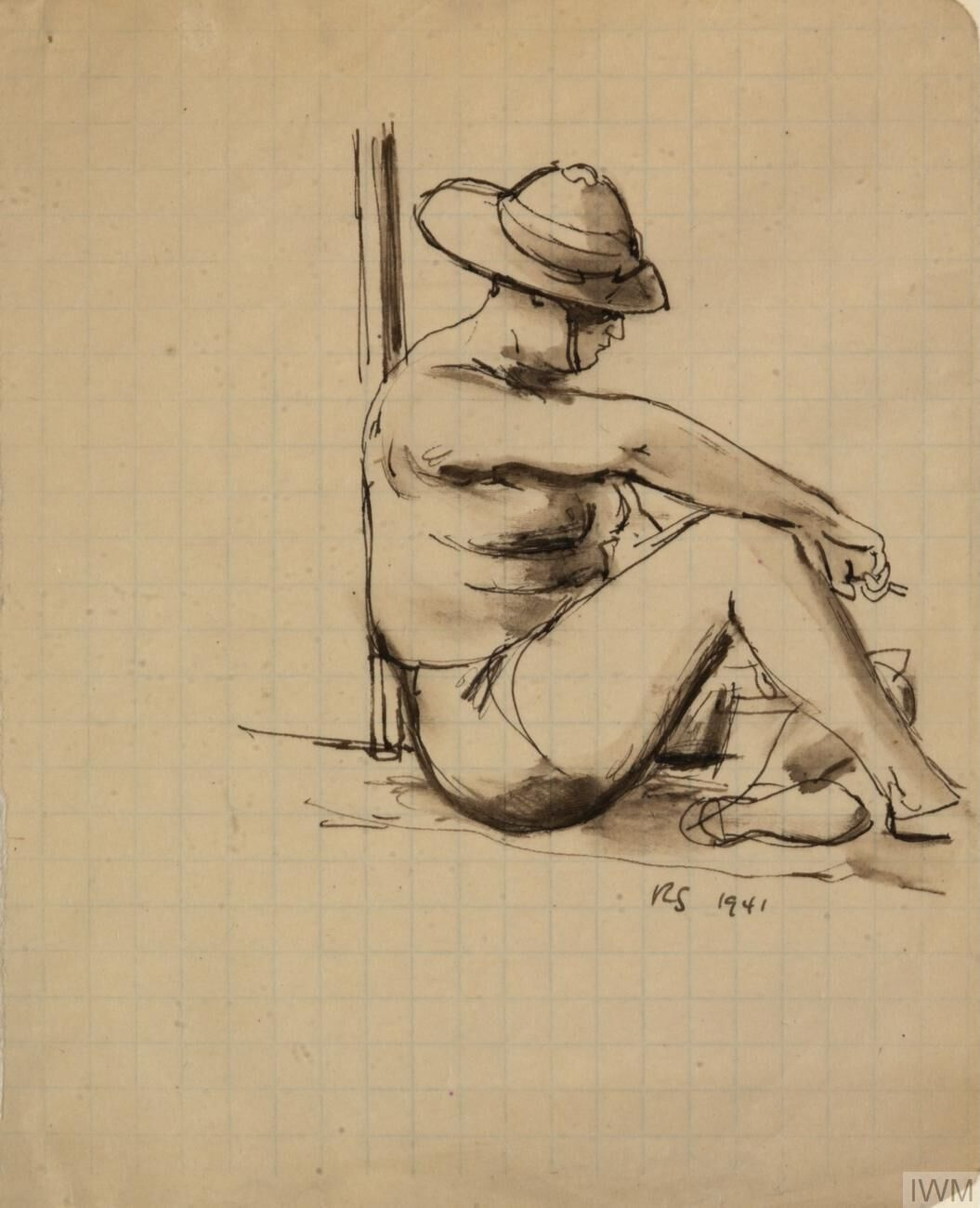
Croquis d'un soldat britannique en surpoids, 1941.

En mars 2015 le Daily Express, citant la revue du ministère de la défense britannique Soldier Magazine (en), dresse une situation similaire. La mauvaise qualité des rations servies en caserne pousse les soldats à se nourrir à l'extérieur avec des repas encore plus déséquilibrés (hamburgers, frites et kebabs) et souvent plus chers. La sous-traitance des cantines est remise en cause. De 2012 à 2015 32 000 soldats (soit 11 % des effectifs) ont échoué à leur test sportif de base (cinquante abdos, quarante-quatre pompes en deux minutes, courir 2,5 kilomètres en moins de dix minutes) et 25 000 ont été déclarés obèses. En 2 015, 3 000 marins et 5 570 membres de la Royal Air Force sont obèses.

### Russie
En 2008, selon le ministère russe de la Défense 30 % des officiers supérieurs sont en surpoids et un quart d'entre eux ont échoué à des tests de course, de natation (courir 1 kilomètre en 4 minutes, nager 100 mètres en 3 minutes 45) et de tir,. Cette condition physique est qualifiée d'« insatisfaisante » par le ministère, qui reconnaît qu'elle compromet l'essayage des nouveaux uniformes réalisés par le styliste moscovite Valentin Ioudachkine.

### Suisse
En Suisse, la conscription est obligatoire pour tous les jeunes adultes masculins. L'IMC moyen des conscrits entre la fin du XIXe siècle et le début du XXIe siècle a augmenté de près de 20 %. En 1933-1939, 3,8 % des conscrits sont en surpoids et 0,1 % sont obèses ; en 2005-2006, 19,2 % des conscrits sont en surpoids et 4,2 % sont obèses ; en 2010, 20,2 % des conscrits sont en surpoids et 6 % sont obèses.